# Villa Jovis

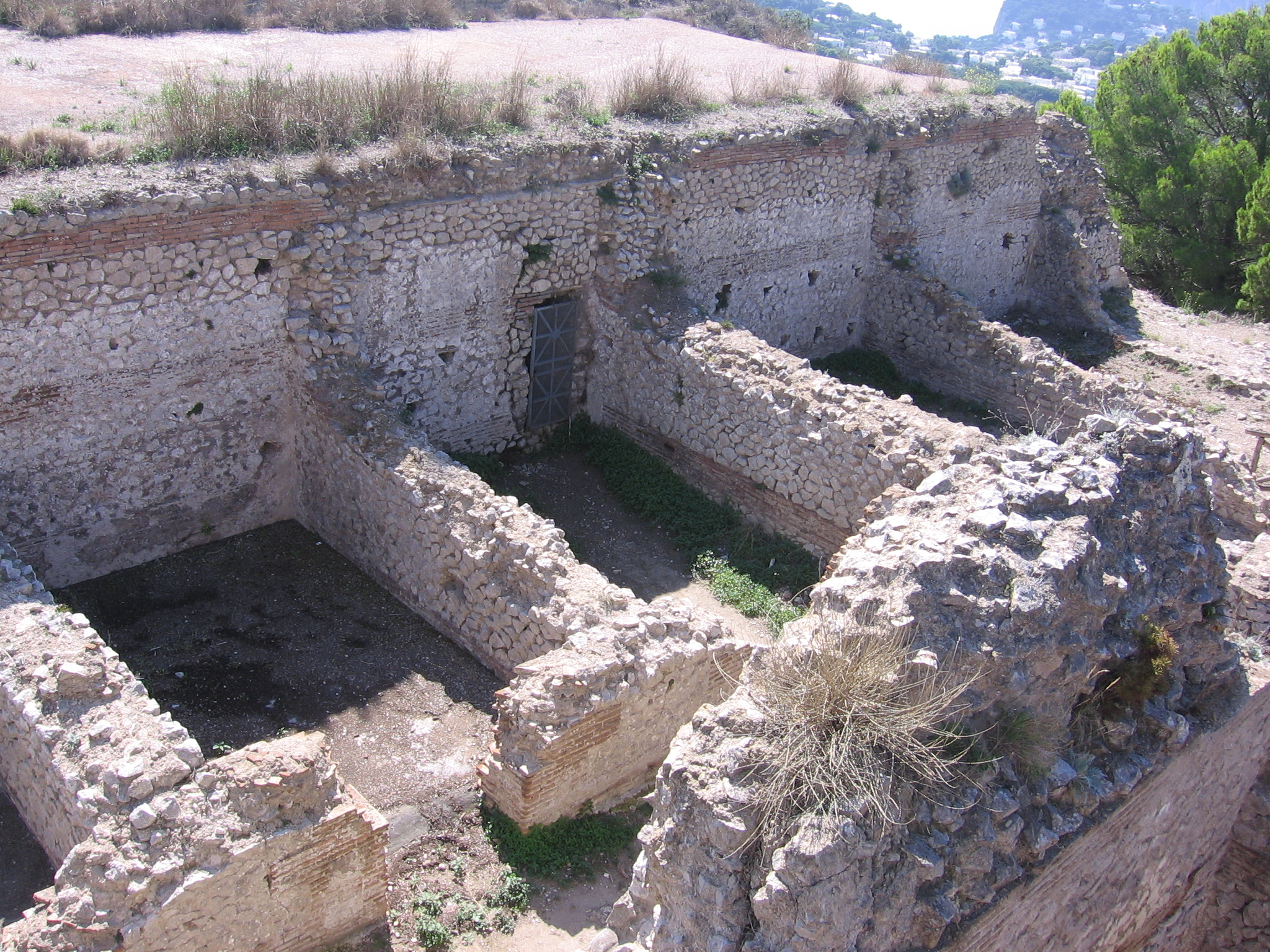
Los restos de Villa Jovis.

Villa Jovis ("Villa de Júpiter"; también Villa Iovis) es un palacio romano de Capri, en el sur de Italia, construido por orden del emperador romano Tiberio, quien gobernó desde allí entre los años 27 y 37.

## Marco
Es la más grande de las doce villas tiberinas de Capri mencionadas por Tácito; el complejo entero ocupa 7000 m² y se dispone en varias terrazas con una diferencia de elevación de cerca de 40 m. Los restantes ocho niveles de los muros y las escaleras permiten entender la grandeza que la construcción ha tenido en su tiempo y recientes reconstrucciones nos muestran que la villa es un exponente extraordinario de la arquitectura romana del siglo I.

## Localización y descripción del palacio

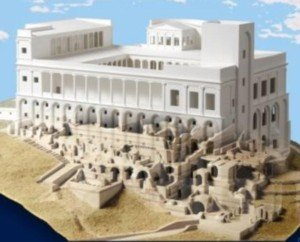
Reconstrucción ideal de la villa Iovis

Villa Jovis está situada al noreste de la isla en la cima de "Monte Tiberio"; su elevación de 334 m la hace la segunda cumbre más alta de Capri, después de "Monte Solaro" (589 m de elevación) en Anacapri. El acceso al complejo es solo posible a pie a través de un camino de alrededor de dos kilómetros desde la ciudad de Capri.
En el ala norte de la construcción se situaba el sector de la vivienda, en el ala sur el administrativo, el ala este estaba pensada para recepciones, mientras que el oeste presentaba una entrada de muros abiertos (ambulatio) que ofrecía una vista pintoresca hacia Anacapri. Ante la dificultad de llevar el agua a la villa, los ingenieros romanos construyeron un complicado sistema de recolección del agua de lluvia de los tejados y una gran cisterna proveía al palacio de agua fresca.
Al sur del edificio principal hay restos de un faro para el rápido intercambio de mensajes con las ciudades del golfo de Nápoles y especialmente con Miseno, base de la flota romana.

## Tiberio y su vida en Capri
Aparentemente, la razón por la cual Tiberio se trasladó desde Roma
a Capri fue el temor a ser asesinado. La villa está situada
en un punto de la isla muy retirado y los cuartos de Tiberio al norte y al este de la lujosa villa eran particularmente difíciles de alcanzar y estaban fuertemente protegidos.
Según Las vidas de los doce césares de Suetonio la Villa Jovis era el escenario en el que se producían las salvajes orgías sexuales que organizaba el emperador Tiberio. Sin embargo, es objeto de debate si estos relatos del libertinaje de Tiberio son verídicos o meras calumnias de sus detractores. Los mismos relatos cuentan que el emperador ordenó matar a tres mujeres en una cueva cercana a la villa.